# Marchesato di Saluzzo
Il Marchesato di Saluzzo fu un antico Stato italiano confinante con il Ducato di Savoia, che comprendeva il territorio intorno a Saluzzo, tra le attuali province di Torino, Cuneo e i confini alpini francesi, in Piemonte.
Lo Stato era molto più antico delle signorie rinascimentali essendo un retaggio del feudalesimo dell'Alto Medioevo.
(Silvio Pellico, La presa di Saluzzo)

## Territori del marchesato

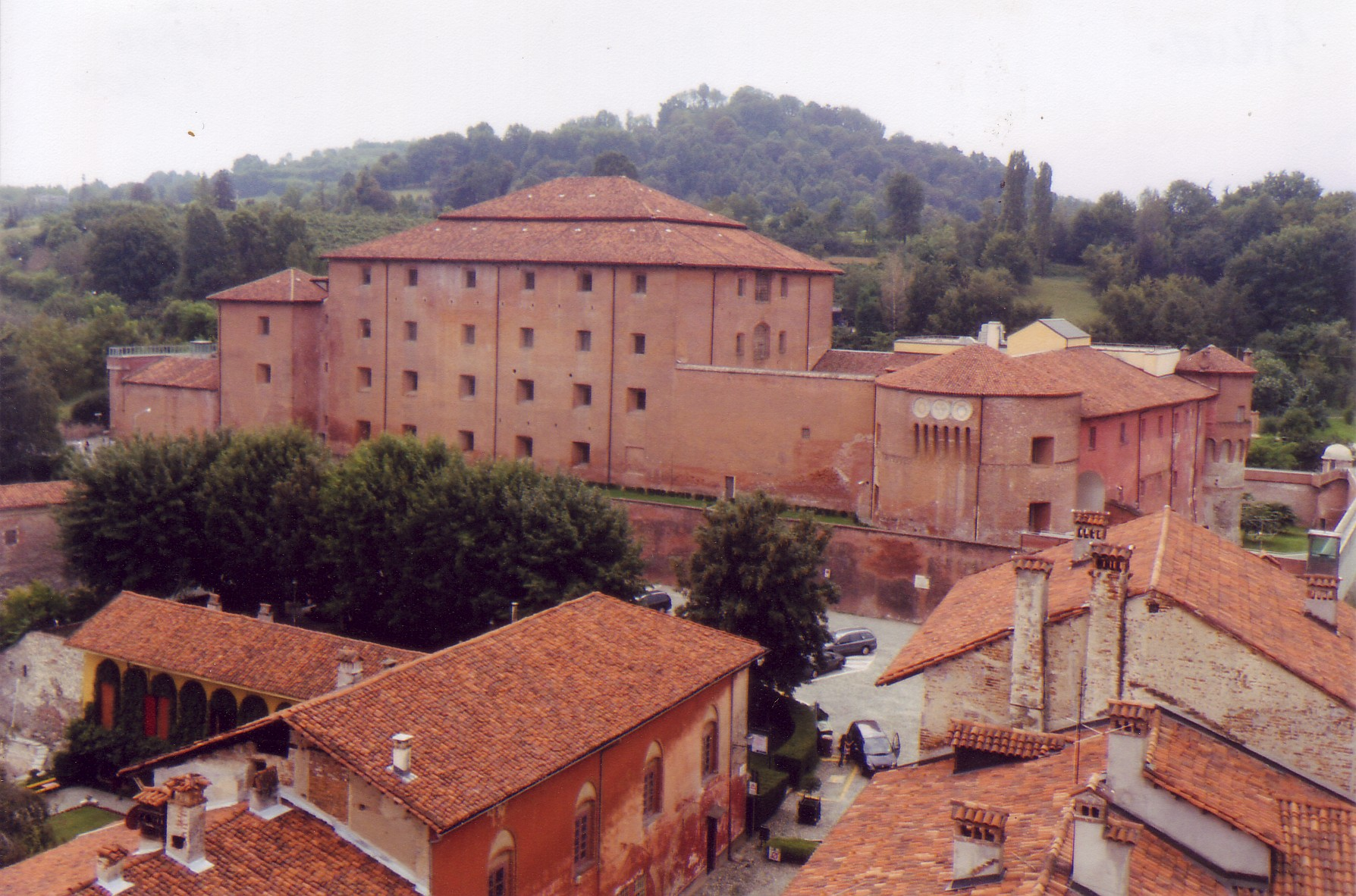
La Castiglia, principale residenza storica dei Marchesi di Saluzzo

Il marchesato di Saluzzo occupava parti delle attuali province di Cuneo e di Torino, arrivando a possedere, in taluni momenti storici, anche zone oggi sotto controllo francese. Territorio storicamente saluzzese era però l'area compresa tra la Stura di Demonte, il Po e le Alpi. Principali centri del marchesato erano Saluzzo, la capitale, Carmagnola (sede della zecca), Manta, Revello, Racconigi, Murazzano e  Dogliani.
Per tutto il periodo della sua indipendenza Saluzzo fu retta da un ramo dei Del Vasto, famiglia che aveva anche altri possedimenti in Liguria e Piemonte.
Le mire espansionistiche dei Savoia (e più tardi, con maggior vigore, dei re francesi) non permisero a Saluzzo di ampliare i propri confini in altre parti del Piemonte, né di mantenere la propria autonomia. 

Anzi la Francia, dopo il 1494, trattò il marchesato prima da alleato-subordinato, poi da vero e proprio protettorato e vassallo, per finire con annetterlo in seguito, approfittando della situazione di discordia tra gli eredi rimanenti di Ludovico II e tra questi e i sudditi.
Il trattato di Lione del 1601, sottoscritto dal re Enrico IV di Francia, sancì la cessione di Saluzzo a Carlo Emanuele I di Savoia in cambio della Bresse e del Bugey.

## Storia

### Le origini e il governo dei Del Vasto
Saluzzo, dopo il crollo del regno carolingio e l'aumento del grado di autonomia dei diversi territori, divenne, a cavallo del IX e X secolo sede di una "curtis regia" sotto Berengario I (850 circa - 924).

Divenne poi possesso degli Arduinici finché pervenne alla famiglia marchionale dei Del Vasto, antica e nobile dinastia aleramica, che controllava in origine i territori tra il Tanaro, l'Orba e il Mare Ligure. 

I Del Vasto giunsero a dominare sulla città quando Bonifacio l'ottenne in feudo da Olderico Manfredi II, marchese di Torino e di Susa, genitore di sua madre Berta.
Nel 1142, in seguito alla morte di Bonifacio del Vasto, la regione di Saluzzo fece parte dell'eredità del figlio primogenito Manfredo I.
Da quel momento la cittadina piemontese e il suo territorio divennero un marchesato, trasmesso per via dinastica, come una vera e propria signoria feudale.

### La lotta per l'autonomia

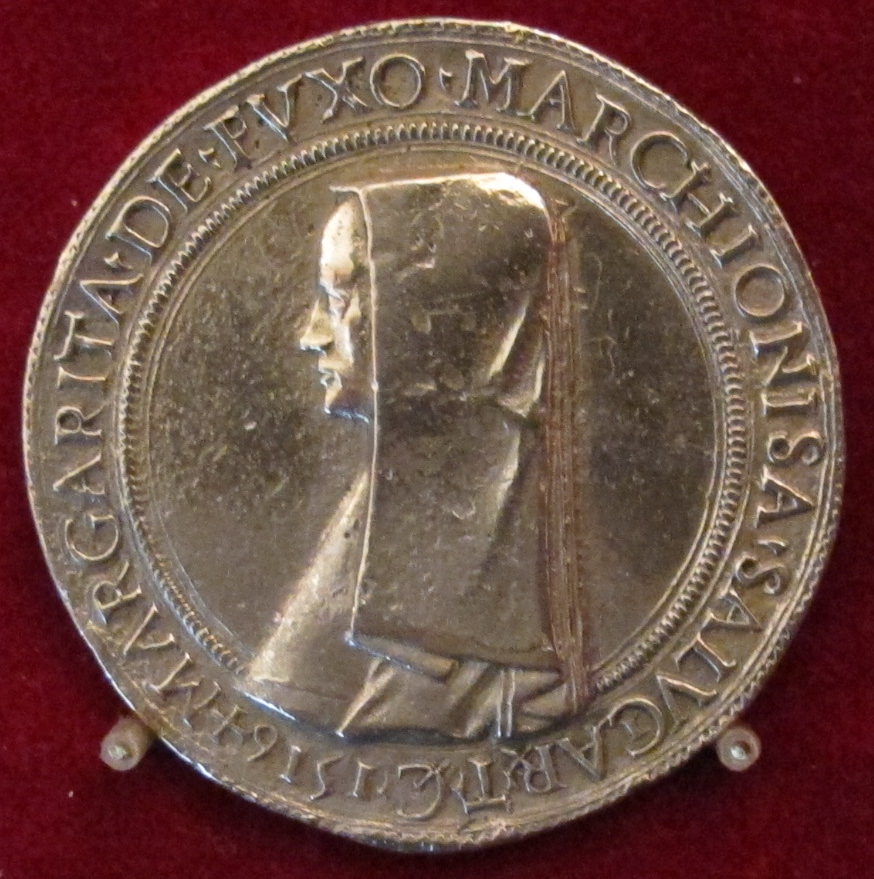
Medaglia con ritratto della reggente Margherita di Foix

Manfredo II, che aveva cercato di estendere oltre i suoi domini, spingendosi a inglobare luoghi che comprendevano anche Racconigi e Carmagnola, a sud di Torino, venne alle armi con i Savoia. Alla morte del marchese, la vedova Alasia dovette accettare il pagamento ai sabaudi di una serie di tributi annui: da questa condizione di vassallaggio accamparono le pretese sul loro presunto diritto di proprietà sul marchesato che li portarono a scontrarsi più volte contro i più deboli saluzzesi.
Il benessere e l'ubicazione strategica del marchesato non lo favorirono nella realtà, per le continue pressioni dei più potenti Stati confinanti: il ducato di Savoia e il regno di Francia che miravano ad annetterlo.
I signori di Saluzzo non adottarono, però, una trasparente politica di alleanze, barcamenandosi tra i due vicini a seconda del giovamento da conseguire: tale atteggiamento causò difficili episodi legali e militari. Alla complessa situazione internazionale si aggiungevano i continui dissidi tra i membri della famiglia regnante che, a volte, cercavano di risolverli con le armi. I Savoia, inoltre, cinsero d'assedio la città per ben tre volte: nel 1363, nel 1415 e nel 1487. I marchesi riuscirono, comunque, nonostante gli effetti negativi sull'economia e sui sudditi ormai sfiduciati, a conservare l'indipendenza.
Il governo comunale
Accanto al marchese e ai suoi funzionari si sviluppò a partire dal 1255 sotto Tommaso I la struttura del Comune. Ma a differenza di molte città del centro-nord in cui alle istituzioni comunali subentrò il potere signorile, a Saluzzo fu marchese a creare il Comune in seguito all'aumento delle funzioni amministrative. In effetti il comune aveva funzioni amministrative e fiscali (far rispettare la legge e riscuotere le tasse). Il comune era costituito dal Consiglio di Credanza, formato dai capi delle famiglie più importanti. Al vertice stava il podestà, magistrato supremo del comune. Inizialmente nominato direttamente dal marchese, venne poi scelto, sempre dal marchese, fra tre uomini indicati dal Consiglio. Altra figura era quella dei sindaci, nominati per risolvere particolari problemi. I rapporti fra Comune e marchese furono regolati da un patto nel 1299: il marchese manteneva il controllo di ogni azione all'interno dello Stato e come già detto, sceglieva il podestà. Inoltre le famiglie nobili gli giuravano fedeltà. Dal altro canto il marchese riconosceva il potere dei funzionari comunali e accettava gli Statuti, insieme di norme, scritte in latino stabilite dal Consiglio. A partire dal 1462 il Consiglio ebbe la sua sede ufficiale nel Palazzo comunale sulla Platea Castri (oggi Salita al Castello).

### Il periodo d'oro: Ludovico I e Ludovico II

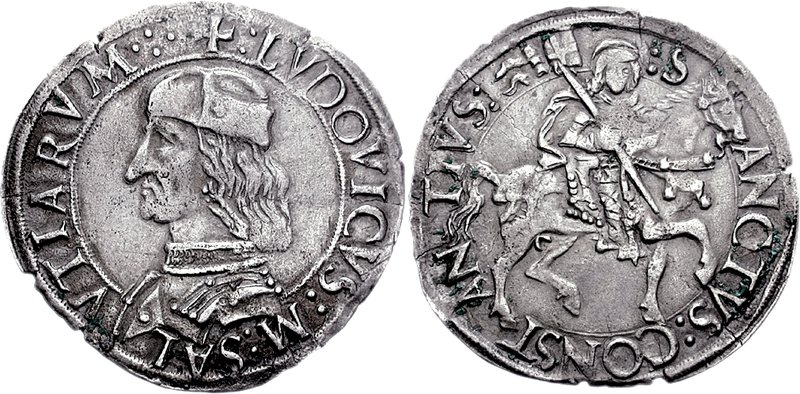
Moneta con effigie di Ludovico II

La Francia contribuì a peggiorare le circostanze con il sequestro del territorio saluzzese nel 1485, che poi restituì a Ludovico II.
A dispetto di tali vicissitudini interne ed esterne, Saluzzo ebbe il periodo di maggior splendore sotto i marchesati di Ludovico I e di Ludovico II, nel XV secolo: il primo, con una politica neutrale alle belligeranze italiane, seppe porsi come mediatore tra le discordie e ottenere la stima dell'imperatore e del re di Francia; il secondo, cercando la gloria sui campi di battaglia, venne ripetutamente sconfitto generando l'inizio del declino del marchesato.
Durante il suo regno comunque si preoccupò anche di sviluppare i commerci costruendo il primo traforo alpino, il Buco di Viso, che collegava con una via sicura, Saluzzo ai territori francesi del Delfinato e della Provenza. Favorì, inoltre, lo sviluppo urbano e artistico con la costruzione di importanti edifici e pregevoli chiese tra cui la San Giovanni dove fu sepolto, tanto da assumere un aspetto invidiabile secondo gli stili architettonici dell'epoca. La Zecca dello Stato aveva sede a Carmagnola, tuttavia i la Corte risiedeva principalmente nella  Castiglia, la fortezza che sovrasta il centro storico di Saluzzo, ma alloggiavano anche nel Castello Sottano di Revello, con la cappella marchionale, nel Castello della Manta e nella rocca di Castellar.
Il 29 ottobre 1511, con la Bolla Pontificia Pro Excellenti di Papa Giulio II Della Rovere, Saluzzo venne elevata a diocesi. Fu un evento storico molto atteso dalla corte dei Del Vasto e di grande rilevanza per la capitale del marchesato; il primo vescovo di Saluzzo fu monsignor Giovanni Antonio Della Rovere che fu anche nominato Gran Priore dell'Ordine degli Ospitalieri Gerosolimitani.
La morte di Ludovico II determinò un lungo periodo di reggenza e di potere della vedova Margherita di Foix, donna volitiva e determinata, schierata, anche per le sue origini, con la Francia. Questo atteggiamento provocò controversie con i figli e rese più vicina la decadenza dello Stato.

### Il declino
Gli ultimi marchesi si contesero, pertanto, aspramente il trono prosciugando le finanze. Quando si riuscì a stabilire l'ordine, ormai era troppo tardi, il re Enrico II di Valois aveva messo gli occhi sul marchesato, così come il padre Francesco I e fu una formalità, dopo la deposizione dell'ultimo marchese Gabriele il 23 febbraio 1548, annetterlo alla corona francese (1549). Strettamente controllato dai funzionari francesi, il marchese morirà il 29 luglio successivo, ormai privo di potere e di eredi legittimi, poiché anche la madre lo abbandonò, ritirandosi nella sua terra natale.
Saluzzo, con il territorio circostante, divenne parte integrante della Francia per poco più di mezzo secolo, fino a quando il duca Carlo Emanuele I di Savoia, al termine della guerra franco-savoiarda, con il trattato di Lione nel 1601, ne ottenne il definitivo possesso, cedendo in cambio al sovrano vittorioso Enrico IV alcuni territori d'oltralpe.

## Note

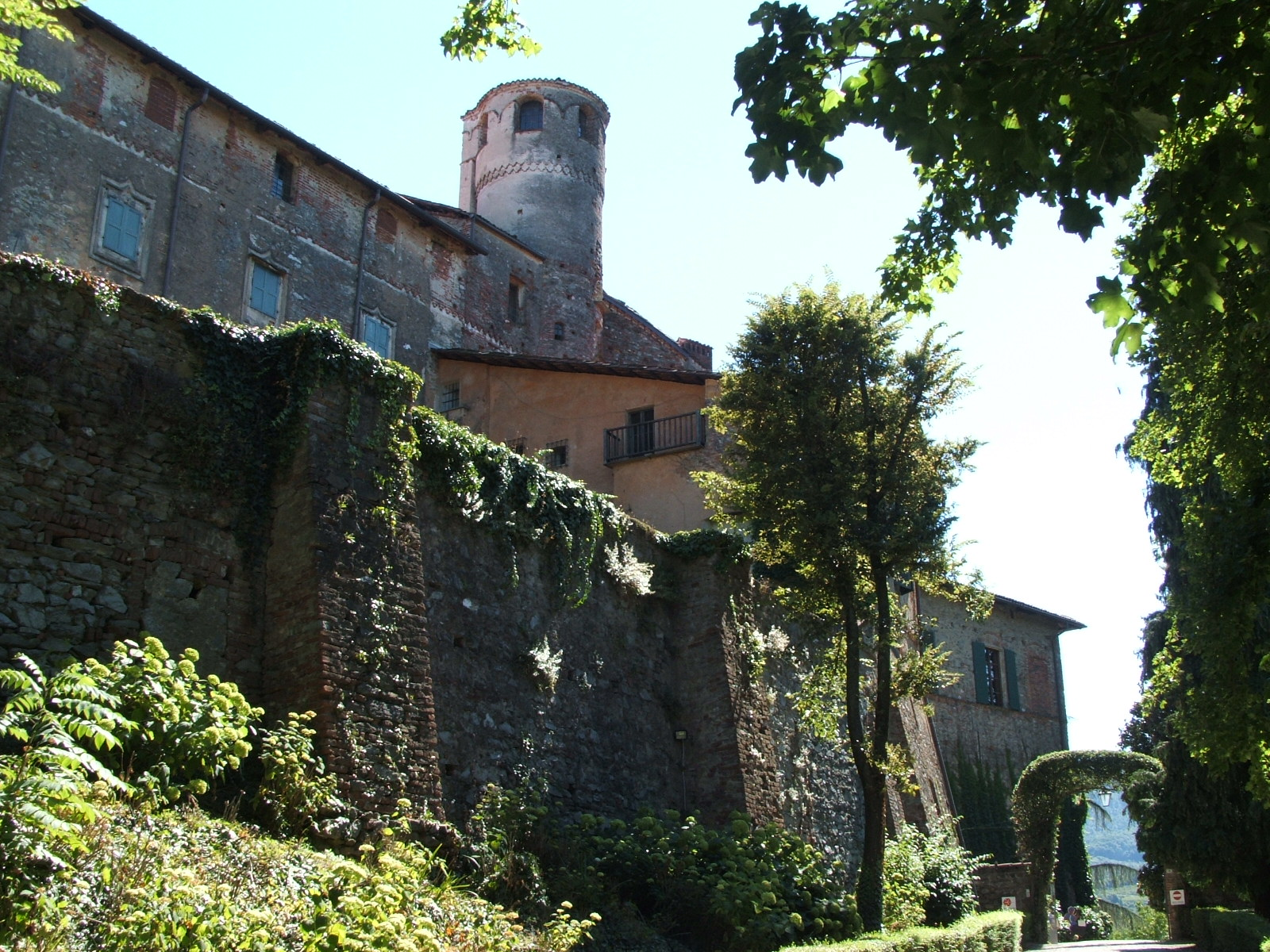
Il castello della Manta, presso Manta